# Janusz Świąder
Janusz Świąder (ur. 2 lipca 1942 w Hajnówce) – polski dziennikarz i publicysta.

## Życiorys
Jest absolwentem polonistyki na Uniwersytecie Marii Curie-Skłodowskiej w Lublinie. W latach 1963–1969 pracował jako nauczyciel w Bełżycach. W latach 1969–1990 pracował w Sztandarze Ludu, m.in. był kierownikiem oddziału terenowego w Łukowie i w Białej Podlaskiej. W latach 1975–1991 pracował równocześnie w oddziale terenowym PAP w Białej Podlaskiej. Od 1990 był zatrudniony w radakcjach Dziennika Lubelskiego i Dziennika Wschodniego. Publikował w Przekroju, Głosie Nauczycielskim, a także w prasie polonijnej w Wielkiej Brytanii (Polish Weekly Magazin Cultura) i USA (Super Express USA i Gwieździe Polarnej). 
Współpracował z portalami internetowymi Interia, Wirtualna Polska i kanadyjskim Mowiepopolsku.     
Autor wraz z Tadeuszem Stolarskim książki Marta Mirska – Gloria i gehenna (Wydawnictwo Muzyczne Polihymnia; Lublin; 2011; ISBN 978-83-7270-924-0).
W marcu 2011 został wyróżniony tytułem „Młody Dinozaur” przyznawanemu emerytowanym, ale czynnym zawodowo mistrzom pióra i mikrofonu przez lubelski oddział Stowarzyszenia Dziennikarzy.
W 2022 muzyczny dziennikarz z Los Angeles, Dean Goodman ujawnił list, który 23-letni Świąder wysłał w roku 1966 do Boba Dylana i który znajduje się w Centrum Dylana w Oklahomie.

## Publikacje
- Mój gwiazdozbiór. Wywiady publikowane w prasie (Wydawnictwo Muzyczne Polihymnia, Lublin, 2006) ISBN 83-7270-432-5
- Moje podróże (Wydawnictwo Muzyczne Polihymnia, Lublin, 2007) ISBN 978-83-7270-523-5
- Maestria dźwięków. Rozmowy o muzyce (Wydawnictwo Muzyczne Polihymnia, Lublin, 2008) ISBN 83-7270-593-3
- Nałęczowskie Belcanto (Wydawnictwo Muzyczne Polihymnia, Lublin, 2009) ISBN 978-83-7270-731-4
- Wywiady spod estrady. Artyści dużych i małych scen (Wydawnictwo Muzyczne Polihymnia, Lublin, 2009) ISBN 978-83-7270-741-3
- Apassionata – Wspomnienie o Januszu Gniatkowskim (Wydawnictwo Muzyczne Polihymnia, Lublin, 2012) ISBN 978-83-7847-249-0
- Gwiazdy błyszczały wczoraj (Wydawnictwo Muzyczne Polihymnia, Lublin, 2014; ISBN 978-83-7847-194-3)
- Gwiazdy błyszczały wczoraj Tom II (Wydawnictwo Muzyczne Polihymnia, Lublin, 2017; ISBN 978-83-7847-413-5)
- Gwiazdy błyszczały wczoraj Tom III (Wydawnictwo Muzyczne Polihymnia, Lublin, 2019; ISBN 978-83-7847-578-1)